# Emblema della Repubblica Socialista Sovietica Lituana
L'emblema della Repubblica Socialista Sovietica Lituana fu l'emblema della Repubblica Socialista Sovietica Lituana dal 25 agosto 1940, anno in cui fu dichiarato ufficiale, fino all'11 marzo 1990.

## Simbologia
Creato dall'artista lituano Vsevolodas Dobužinskis, l'emblema si ispira a quello dell'Unione Sovietica, e presenta numerosi riferimenti tipici dell'araldica socialista.
Sullo sfondo di un sole nascente dorato (simboleggiante l'ascesa del proletariato ed il suo radioso futuro), al centro dello stemma campeggiano la falce e martello comunisti, sormontati da una stella rossa a cinque punte, indicante la vittoria della rivoluzione bolscevica nei cinque continenti.
Il bordo dell'emblema è costituito (come nel caso di molti altri emblemi delle repubbliche sovietiche) da rami di foglie di quercia, accompagnati (nel bordo interno) da spighe di grano dorate, che richiamano la produttività agricola ed in generale la prosperità.
A contornare gli elementi vegetali del bordo, una fascia di colore rosso riporta il motto ufficiale sovietico, di origine marxista Proletari di tutti i paesi, unitevi!, trascritto nelle due lingue lituana (Visų šalių proletarai, vienykitės!) e russa (Пролетарии всех стран, соединяйтесь!). La fascia prosegue fino alla base, dove è riportato l'acronimo indicante il nome ufficiale dello stato (LTSR, Lietuvos Tarybų Socialistinė Respublika) in caratteri lituani.
È interessante notare come l'assenza di riferimenti specifici al territorio o alla cultura specifici lituani nell'emblema (che si può notare invece nel caso di altri stemmi di stati sovietici) renda quest'ultimo uno dei più semplici fra quelli utilizzati da repubbliche di matrice socialista.

## Storia
L'emblema della RSS Lituana fu uno di quelli che subirono meno modifiche nel corso del tempo fra quelli delle repubbliche sovietiche. Esso infatti venne adottato nel 1940, al momento dell'occupazione della repubblica lituana da parte dell'Armata Rossa, e la sua descrizione non variò a seguito di nuove stesure della costituzione (quali ad esempio quella del 1978).
Nel novembre del 1988 il Soviet Supremo della Lituania decise di sostituire la bandiera della repubblica sovietica con la bandiera nazionale tricolore (giallo-verde-rosso) e l'inno sovietico con il Tautiška giesmė, in uso prima dell'occupazione russa e vietato sotto il regime comunista, in quanto rappresentante la repubblica soppressa nel 1940. La Lituania fu così la prima fra le repubbliche dell'Unione Sovietica a restaurare i propri simboli nazionali. Tale ripresa non si estese tuttavia all'emblema dello stato, che rimase quello sovietico, sebbene venisse stabilito il suo affiancamento dal tradizionale Vytis nazionale, in precedenza vietato. La sostituzione ufficiale venne sancita nel marzo del 1990, il giorno stesso della dichiarazione di indipendenza dall'Unione Sovietica.
L'emblema di matrice sovietica restò comunque in uso fino al riconoscimento formale dell'indipendenza lituana da parte dell'URSS, avvenuto il 6 settembre 1991.
Dal 2008 l'esposizione dell'emblema sovietico, così come quella di ogni altro simbolo riconducibile al comunismo, è vietata da una legge dello stato (art. 188 del Codice sugli illeciti amministrativi).